# モーニング娘。ベストセレクション 〜The 25周年〜
『モーニング娘。ベストセレクション 〜The 25周年〜』（モーニングむすめ。ベストセレクション ザ・にじゅうごしゅうねん）は、2023年8月30日にアップフロントワークス（zetimaレーベル）から発売、および配信されたモーニング娘。の6thベスト・アルバム。「モーニング娘。'23」名義でリリース。

## 内容
- つんく♂により選定された、モーニング娘。歴代の人気曲の中から14曲、タンポポ・プッチモニの楽曲からそれぞれ1曲ずつを、現役メンバー12名（17期メンバーを除く）で再レコーディング[4]。
- 新曲「HEAVY GATE」「なんざんしょ そうざんしょ」「悲しくなるようなRainy day」の3曲を収録。この内、「なんざんしょ そうざんしょ」は、2023年5月23日に加入した17期メンバーの井上春華、および弓桁朱琴が初参加し、今作がメジャーデビュー作となる[4][注釈 2]。
- アルバム作品としては17期メンバーの井上と弓桁、および16期メンバーの櫻井梨央にとっては初参加、9期メンバーの譜久村聖にとっては在籍時最後の参加作品となる[2]。
- 70枚目のシングル「Teenage Solution/よしよししてほしいの/ビートの惑星」から最新となる72枚目のシングル「Swing Swing Paradise/Happy birthday to Me!」まで7曲も含む計26曲、CD2枚組[4]。
- 初回生産限定盤・通常盤の2形態でのリリース。
- 初回生産限定盤には、2枚組CDに加え、2022年12月29日にモーニング娘。'22が出演した「COUNTDOWN JAPAN 22/23」(幕張メッセ国際展示場)のライブ映像を収録したBlu-rayを付属[4]。

## チャート成績
アルバムとしての前作『16th〜That's J-POP〜』に引き続き、オリコン週間デジタルアルバムランキング1位を獲得。Billboard JAPANダウンロード・アルバム・チャートでも週間1位を獲得した。通常のオリコン週間アルバムランキングチャートでは初登場2位。

## 収録曲
全作詞・作曲：つんく（特記以外）

### 初回生産限定盤A・通常盤共通内容(CD)

#### Disc 1
1. HEAVY GATE
  - 編曲：大久保薫
  - 新曲。井上春華・弓桁朱琴を除く現役メンバー12名での歌唱。
2. なんざんしょ そうざんしょ
  - 編曲：大久保薫
  - 新曲。井上春華・弓桁朱琴を含む現役メンバー14名での歌唱。
3. Swing Swing Paradise
  - 編曲：平田祥一郎
  - 72ndシングル。発売時の音源のため当時在籍していた加賀楓も参加。
4. Happy birthday to Me!
  - 編曲：大久保薫
  - 72ndシングル。発売時の音源のため当時在籍していた加賀も参加。
5. Chu Chu Chu 僕らの未来
  - 編曲：大久保薫
  - 71stシングル。発売時の音源のため当時在籍していた加賀・森戸知沙希も参加。
6. 大・人生 Never Been Better!
  - 編曲：鈴木俊介
  - 71stシングル。発売時の音源のため当時在籍していた加賀・森戸も参加。
7. Teenage Solution
  - 編曲：平田祥一郎
  - 70thシングル。発売時の音源のため当時在籍していた加賀・森戸・佐藤優樹も参加。
8. よしよししてほしいの
  - 編曲：大久保薫
  - 70thシングル。発売時の音源のため当時在籍していた加賀・森戸・佐藤も参加。
9. ビートの惑星
  - 作詞：児玉雨子、作曲：Erik Lidbom / miwaflower、編曲：Erik Lidbom
  - 70thシングル。発売時の音源のため当時在籍していた加賀・森戸・佐藤も参加。
  - 本作の収録曲で唯一つんく♂が制作に関与していない楽曲。
10. One・Two・Three(23 Ver.)
  - 編曲：大久保薫
  - 50thシングルの新録バージョン。
11. わがまま 気のまま 愛のジョーク(23 Ver.)
  - 編曲：大久保薫
  - 54thシングルの新録バージョン。
12. What is LOVE?(23 Ver.)
  - 編曲：大久保薫
  - 55thシングルの新録バージョン。
13. 悲しくなるようなRainy day / 生田衣梨奈・石田亜佑美・小田さくら・野中美希・羽賀朱音
  - 編曲：平田祥一郎
  - 新曲。

#### Disc 2
1. LOVEマシーン(updated 23 Ver.)
  - 編曲：平田祥一郎
  - 2013年に発表したベストアルバム「The Best!〜Updated モーニング娘。〜」収録曲の新録バージョン。
  - イントロのコーラス部分はオリジナルパートを使用。いわゆる、テレビ等で使用されているバージョン。
2. 恋愛レボリューション21(updated 23 Ver.)
  - 編曲：大久保薫
  - 2013年に発表したベストアルバム「The Best!〜Updated モーニング娘。〜」収録曲の新録バージョン。
3. そうだ!We’re ALIVE(updated 23 Ver.)
  - 編曲：大久保薫
  - 14thシングルの新録バージョン。
  - 2013年に発表したベストアルバム「The Best!〜Updated モーニング娘。〜」に収録されたバージョンとは異なり、本作のために改めてアレンジ・バックトラックを含めて全て作り直されている。
4. ハッピーサマーウェディング(23 Ver.)
  - 編曲：ダンス☆マン (horn arrangement by 川松久芳)
  - 9thシングルの新録バージョン。
5. ザ☆ピ〜ス!(23 Ver.)
  - 編曲：ダンス☆マン (horn arrangement by 川松久芳)
  - 12thシングルの新録バージョン。
  - エンディング部分がオリジナルバージョンよりも短く編集されている。
6. ラストキッス(23 Ver.) / 牧野真莉愛・横山玲奈・北川莉央
  - 編曲：小西貴雄
  - タンポポの1stシングルの新録バージョン。
7. ちょこっとLOVE(23 Ver.) / 岡村ほまれ・山﨑愛生・櫻井梨央
  - 編曲：松原憲
  - プッチモニの1stシングルの新録バージョン。
8. 青春Night(23 Ver.)
  - Rapアレンジ：Miss Monday、編曲：大久保薫
  - 67thシングルの新録バージョン。
9. ジェラシー ジェラシー(23 Ver.)
  - Rapアレンジ：U.M.E.D.Y.、編曲：大久保薫
  - 63rdシングルの新録バージョン。
10. 気まぐれプリンセス(23 Ver.)
  - 編曲：大久保薫
  - 41stシングルの新録バージョン。
11. みかん(23 Ver.)
  - 編曲：鈴木Daichi秀行
  - 35thシングルの新録バージョン。
12. 浪漫 〜MY DEAR BOY〜(23 Ver.)
  - 編曲：鈴木俊介
  - 22ndシングルの新録バージョン。2番のAメロにブレイクを追加。
13. ここにいるぜぇ!(23 Ver.)
  - 編曲：鈴木Daichi秀行、ストリングスアレンジ：弦一徹
  - 16thシングルの新録バージョン。イントロはLIVEなどで披露されているバージョン。

### 初回生産限定盤付属Blu-ray

#### 「COUNTDOWN JAPAN 22/23」(12月29日 幕張メッセ国際展示場)ライブ映像
1. OPENING
2. HOW DO YOU LIKE JAPAN?〜日本はどんな感じでっか？〜
3. Happy birthday to Me!
4. MC
5. まじですかスカ!
6. ピョコピョコ ウルトラ
7. Help me!!(updated)
8. 青春小僧が泣いている
9. BRAND NEW MORNING
10. KOKORO&KARADA
11. そうだ!We're ALIVE(updated)
12. 泡沫サタデーナイト!
13. ドッカ〜ン カプリッチオ
14. MC
15. LOVEマシーン(updated)

## リリース日一覧
| 地域 | リリース日    | レーベル              | 規格                                               | カタログ番号                      |
| ---- | ------------- | --------------------- | -------------------------------------------------- | --------------------------------- |
| 日本 | 2023年8月30日 | zetima/UP-FRONT WORKS | 2CD（アルバム）+Blu-ray                            | EPCE-7769/70/71（初回生産限定盤） |
| 日本 | 2023年8月30日 | zetima/UP-FRONT WORKS | 2CD（アルバム）                                    | EPCE-7772/73（通常盤）            |
| 日本 | 2023年8月30日 | zetima/UP-FRONT WORKS | ダウンロードアルバム （LC-AAC、44.4kHz/16bit）     | EPCE-7772/73（通常盤）            |
| 日本 | 2023年8月30日 | zetima/UP-FRONT WORKS | ハイレゾダウンロードアルバム （FLAC、96kHz/24bit） | EPCE-7772/73-HR（通常盤）         |

## 参加メンバー
- 9期：譜久村聖、生田衣梨奈
- 10期：石田亜佑美、佐藤優樹(#7.#8.#9のみ参加)
- 11期：小田さくら
- 12期：野中美希、牧野真莉愛、羽賀朱音
- 13期：加賀楓(#3.#4.#5.#6.#7.#8.#9のみ参加)、横山玲奈
- 14期：森戸知沙希(#5.#6.#7.#8.#9のみ参加)
- 15期：北川莉央、岡村ほまれ、山﨑愛生
- 16期：櫻井梨央
- 17期：井上春華(#2のみ参加)、弓桁朱琴(#2のみ参加)